# Wideload Games
Wideload Games foi uma desenvolvedora de jogos americana localizada em Chicago, Illinois. Foi fundada em 2003 por Alexander Seropian - o co-fundador da Bungie e responsável pelos jogos Halo: Combat Evolved, Myth e Marathon - e 6 outros ex-funcionários da Bungie 3 anos após a aquisição da Bungie pela Microsoft Corporation.
Wideload focava em uma equipe central e muitos desenvolvedores externos no desenvolvimento de jogos. O objetivo era neutralizar os custos crescentes de desenvolvimento associados à atual indústria de jogos e provar que empresas menores com fundos relativamente modestos podiam fazer um jogo que ainda vendesse bem em comparação com lançamentos de grandes corporações.
O primeiro projeto da Wideload foi Stubbs the Zombie in "Rebel Without a Pulse", um jogo de ação e aventura 3D em que o jogador assume o controle do zumbi Stubbs em uma trama repleta de humor negro. Foi publicado em outubro de 2005 para Macintosh, Microsoft Windows - PCs e Xbox pela Aspyr.
Seu segundo projeto, Hail to the Chimp, foi lançado em 23 de junho de 2008 pelo Gamecock Media Group para consoles de sétima geração. Além disso, a Wideload divulgou recentemente informações sobre seu novo grupo, Wideload Shorts. A Wideload Shorts fará sistemas de jogos menores como o Xbox Live Arcade. O primeiro jogo da Wideload Short, Cyclomite, foi lançado em março de 2008 na plataforma de jogos InstantAction.
A Wideload Games foi adquirida em 8 de setembro de 2009 pela The Walt Disney Company. Sob o nome Disney Interactive, a Wideload desenvolveria propriedades originais de jogos eletrônicos para a Disney. Eles desenvolveram o Guilty Party. Depois que a Disney Interactive passou por uma reestruturação corporativa, a Wideload foi transferida para fazer jogos para celular, começando com Avengers Initiative, com super-heróis da Marvel.
A Wideload Games foi encerrada pela Disney em 6 de março de 2014.